# Tachina apicalis
Tachina apicalis là một loài ruồi trong họ Tachinidae.